# Sebastia
Pour les articles homonymes, voir Sébaste.

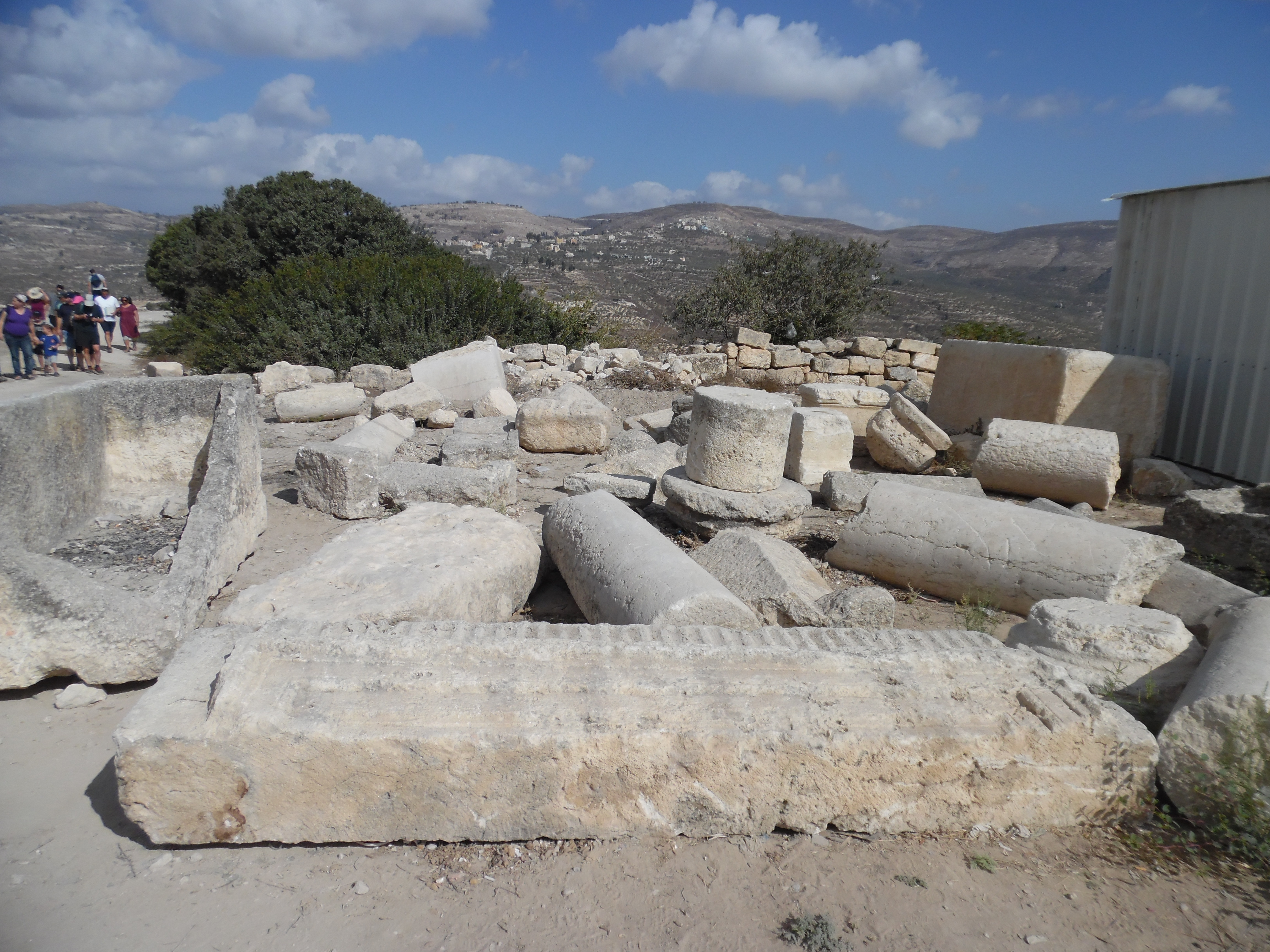
Ruines antiques de Samarie en 2016.

Sebastia (arabe : سبسطية, Sabastiyah ; grec : Σεβαστη, Sevasti ; hébreu : סבסטיה, Sebastiya ; latin : Sebaste) est un village palestinien situé à une douzaine de kilomètres au nord de la ville de Naplouse dans le gouvernorat de Naplouse, au nord de la Cisjordanie.
La ville était aux IXe et VIIIe siècles avant notre ère la capitale du royaume hébreu du nord, dit royaume d'Israël ou royaume de Samarie.

## Histoire
Sebastia est considérée comme l’un des plus anciens endroits habités en permanence en Cisjordanie,,.  Au IXe siècle av. J.-C., elle était connue sous le nom de Samarie et était la capitale du royaume hébreu du nord, dit royaume d'Israël ou royaume de Samarie, jusqu'à sa chute devant l’Empire néo-assyrien vers 720 av. J.-C,.  Elle est devenue un centre administratif sous domination assyrienne, babylonienne et perse.  Au début de la période romaine, la ville a été agrandie et fortifiée par Hérode le Grand, qui l’a rebaptisée Sébaste en l’honneur de l’empereur Auguste,.  
Au milieu du IVe siècle, la ville a été identifiée par les chrétiens comme le lieu de sépulture de Jean le Baptiste. Conquis par les musulmans au VIIe siècle, le village actuel de Sebastia abrite la tombe présumée de Jean-Baptiste dans la mosquée Nabi Yahya, ainsi que des sites archéologiques importants,. Ceux-ci sont contrôlés par l'armée israélienne, laquelle en rend l'accès difficile, tant pour les villageois que pour les touristes.

## Démographie
Selon le bureau palestinien des statistiques, Sebastia a une population de 4 500 en 2007.

## Éducation
Il y a trois écoles dans Sebastia :
- L'école élémentaire de Sebastia, qui compte environ 280 étudiants.
- Le lycée des garçons de Sebastia, qui compte environ 200 étudiants.
- Le lycée des filles de Sebastia, qui compte environ 320 étudiantes.